# Yser
Die Yser [izɛʁ] (französisch) bzw. IJzer (niederländisch) ist ein rund 78 km langer Küstenfluss im Grenzgebiet zwischen dem französischen und belgischen Flandern.

## Verlauf
Die Yser entspringt auf dem Gebiet der französischen Gemeinde Buysscheure im Département Nord, entwässert generell in nordöstlicher Richtung und mündet bei Nieuwpoort (Provinz Westflandern) in die Nordsee.

## Orte am Fluss
- Broxeele
- Bollezeele
- Zegerscappel
- Esquelbecq
- Wylder
- Bambecque
- Roesbrugge-Haringe
- Elzendamme
- Diksmuide
- Schoorbakke
- Nieuwpoort

## Geschichte

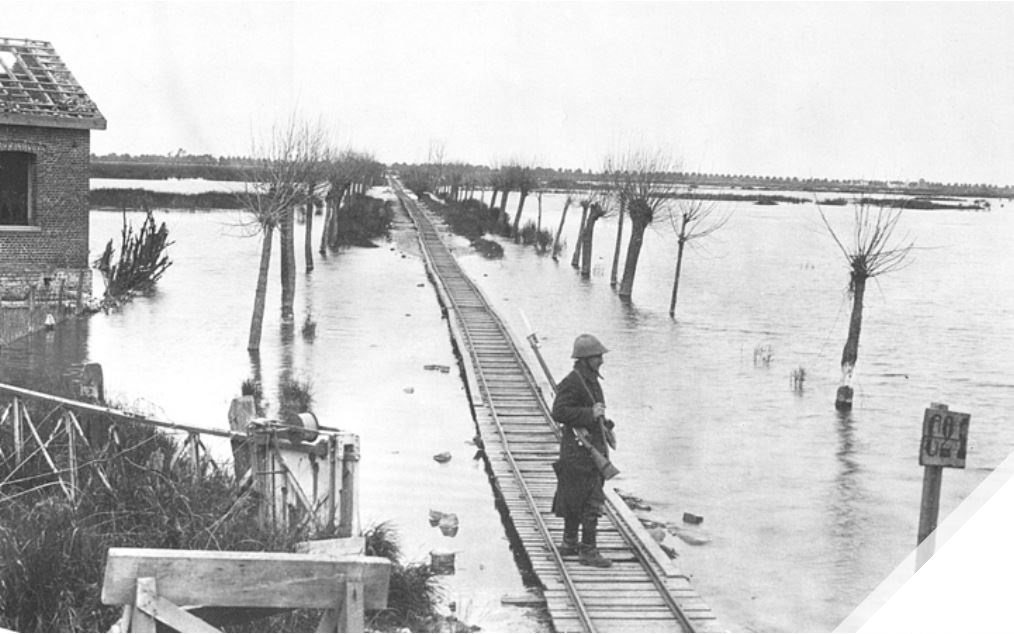
Belgischer Posten an der gestauten Iser (1914)

Während des Ersten Weltkriegs fanden im Einzugsgebiet der Yser die Flandernschlachten statt. Ab dem 29. Oktober 1914 stauten die Belgier an der Yser-Front den Abfluss der Yser und fluteten so einen Teil des Ysertals. Dadurch wurden die Deutschen am 2. November 1914 zum Rückzug auf das rechte Ufer des Flusses gezwungen.

## Trivia
Der Asteroid (12276) IJzer wurde nach dem Fluss benannt.